# Pritzwalk
Pritzwalk er en by i den tyske delstat Brandenburg, og den største by i Landkreis Prignitz. Den ligger 20 km vest for Wittstock, og 33 km nordøst for Wittenberge. Byen ligger ved floden Dömnitz, der er en biflod til Stepenitz.
- Wikimedia Commons har flere filer relateret til Pritzwalk